# Skrzynice Pierwsze
Skrzynice Pierwsze (prononciation : [skʂɨˈnit͡sɛ ˈpjɛrfʂɛ]) est un village polonais de la gmina de Jabłonna dans le powiat de Lublin de la voïvodie de Lublin dans l'est de la Pologne.
Il se situe à environ 6 kilomètres au nord-est de Jabłonna (siège de la gmina) et 17 kilomètres au sud-est de Lublin (siège du powiat et capitale de la voïvodie).
Le village comptait approximativement une population de 425 habitants en 2010.

## Histoire
De 1975 à 1998, le village est attaché administrativement à l'ancienne Voïvodie de Lublin.

Depuis 1999, il fait partie de la nouvelle voïvodie de Lublin.